# Zending op Sumba

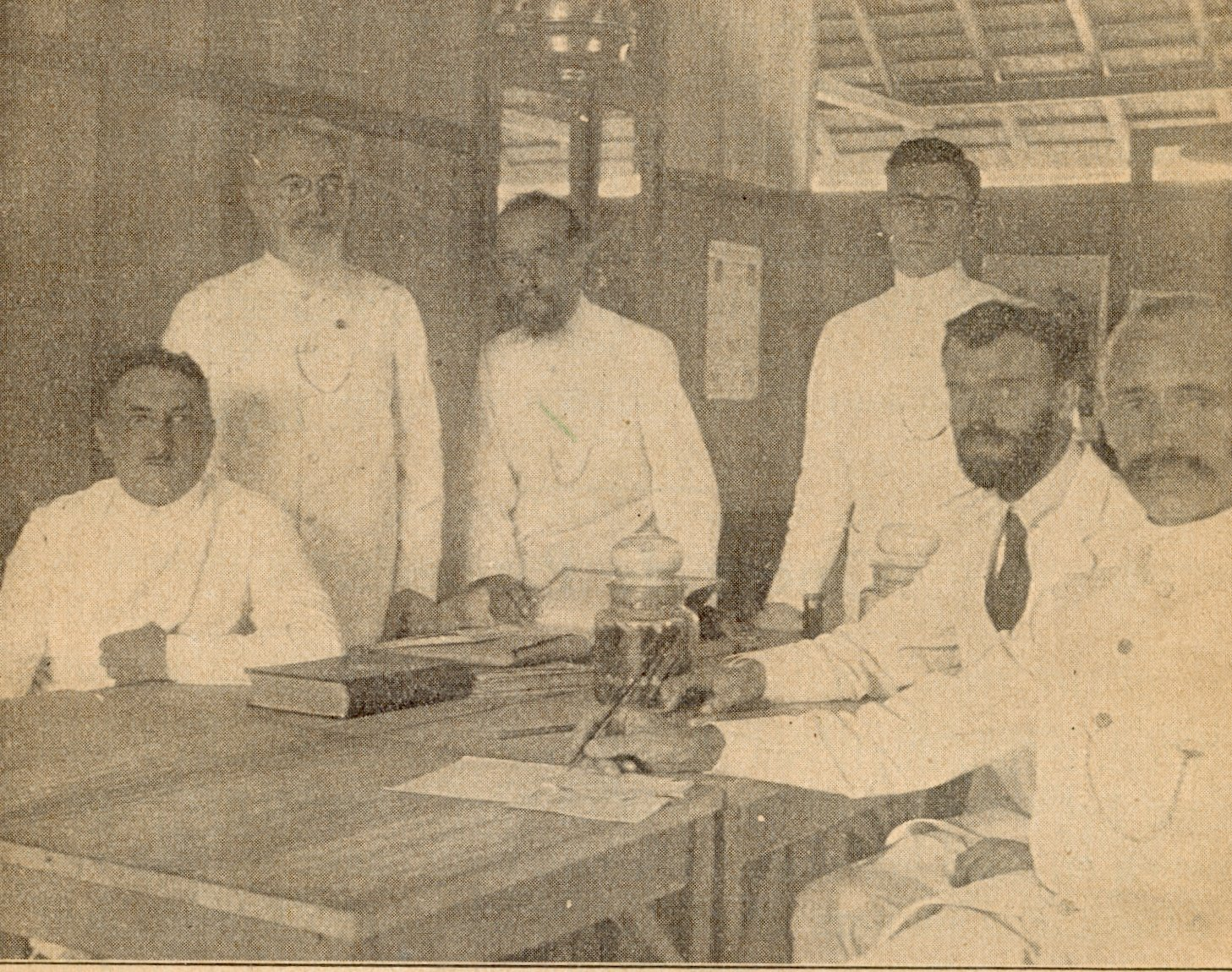
Zendelingen op Sumba in 1926, van l.n.r.: ds. L.P. Krijger, ds. C.de Bruijn, ds. W. van Dijk, ds. J.P. Lambooy, T. Mobach en ds. J.F. Colenbrander.

Zending op Sumba beschrijft de verspreiding vanaf de negentiende eeuw van het christelijke geloof en de daarbij horende cultuur onder de bewoners van het eiland Sumba in het voormalig Nederlands-Indië. De introductie van westerse gezondheidszorg, onderwijs en landbouwmethoden was daarbij een belangrijk middel. Van oorsprong zijn de Sumbanezen aanhangers van de marapu-religie. Nederlandse kerkgemeenschappen en kerkgenootschappen vaardigden zendelingen en missionarissen naar het eiland af om er een christelijk alternatief te verspreiden.

## Religie op Sumba
De oorspronkelijke religie van Sumba is het geloof in een Marapu. Het wordt gerekend tot de animistische religies. Christenen op Sumba gebruiken marapu-elementen bij hun rituelen. Natuurgodsdiensten, zoals marapu, worden in de jaren 2020 in Indonesië in zekere mate erkend. Eerder was dit niet het geval, wat problemen voor de aanhangers ervan met zich mee kon brengen.

## Religies van West-Sumba 2000 - 2002
| Religie                          | Islam  | Protestant | Katholiek | Hindoe | Boeddhist | Anders (meestal Merapu) | Totale bevolking |
| -------------------------------- | ------ | ---------- | --------- | ------ | --------- | ----------------------- | ---------------- |
| Aantal (2000)                    | 8.161  | 154.425    | 90.986    | 327    | 5         | 96.802                  | 350.706          |
| Aantal (2002)                    | 11.224 | 197.888    | 105.385   | 327    | 5         | 69.157                  |                  |
| Percentage v.d. bevolking (2000) | 2      | 44         | 26        | 0      | 0         | 28                      | 100              |
| Percentage v.d. bevolking (2002) | 3      | 52         | 27        | 0      | 0         | 18                      | 100              |

Bron: Sumba Barat in Figures 2000 and 2002, badan Pusat Statistik, Kabupaten Sumba Barat, Province NTT.
De toename van de protestants-christelijke religie wordt onder meer veroorzaakt door de inzet van de het grootste kerkgenootschap, Gereja Kristen Sumba, bij rampen en maatschappelijke ontwikkeling. Bij de groeiende bevolking zijn ook de evangeliserende kerken populair. Zij leggen een grotere nadruk op rituelen en enthousiasme en verstrekken gratis rijst en kleding aan mensen die dat nodig hebben.

## Zending
Christenen in de zendingstijd werkten en leefden vanuit de opdracht om medemensen en God te dienen. Daarnaast voelden zij de opdracht om het verhaal van Jezus Christus, het evangelie, bekend te maken in andere delen van de wereld. In de 19e en 20e eeuw was er zendingsarbeid op Sumba. In 1861 zond de Nederlands Gereformeerde Zendingsvereniging (NGZV) haar eerste zendingsarbeiders uit naar Midden-Java. Ondanks voortdurend geldgebrek koos de zending, op voorspraak van haar lid I. Esser, oud-resident van Timor, Sumba als tweede zendingsterrein. Esser wees op de gewelddadige conflicten, rooftochten, kannibalisme en zeeroverij die op het eiland veelvuldig aan de orde waren.

## Organisatie
Het zendingsterrein op Sumba werd een belangrijk gebied voor de Gereformeerde Kerken in Nederland. De Gereformeerde Kerk is sinds de Generale Synode van 1896 van mening dat de zending betaald en ondersteund moet worden door lokale kerkgemeenschappen en niet door landelijke organisaties. Zo was Oost-Sumba (tot 1939) het zendingsterrein van de kerk van Appingedam, Midden-Sumba van de kerk van Hoogeveen en West-Sumba van de kerk van Groningen en (sinds 1921) van Nijverdal. Deze plaatselijke kerken kregen meestal steun van hun classis, de kerkelijke regio waar zij toe behoorden. Sinds de synode van 1896 werden de "zendelingen" "missionaire dienaren des Woords" genoemd, om duidelijk te maken dat zij in waardigheid en ambt geheel met de predikanten in het vaderland gelijk stonden.

## Rol van gezondheidszorg, onderwijs en taal

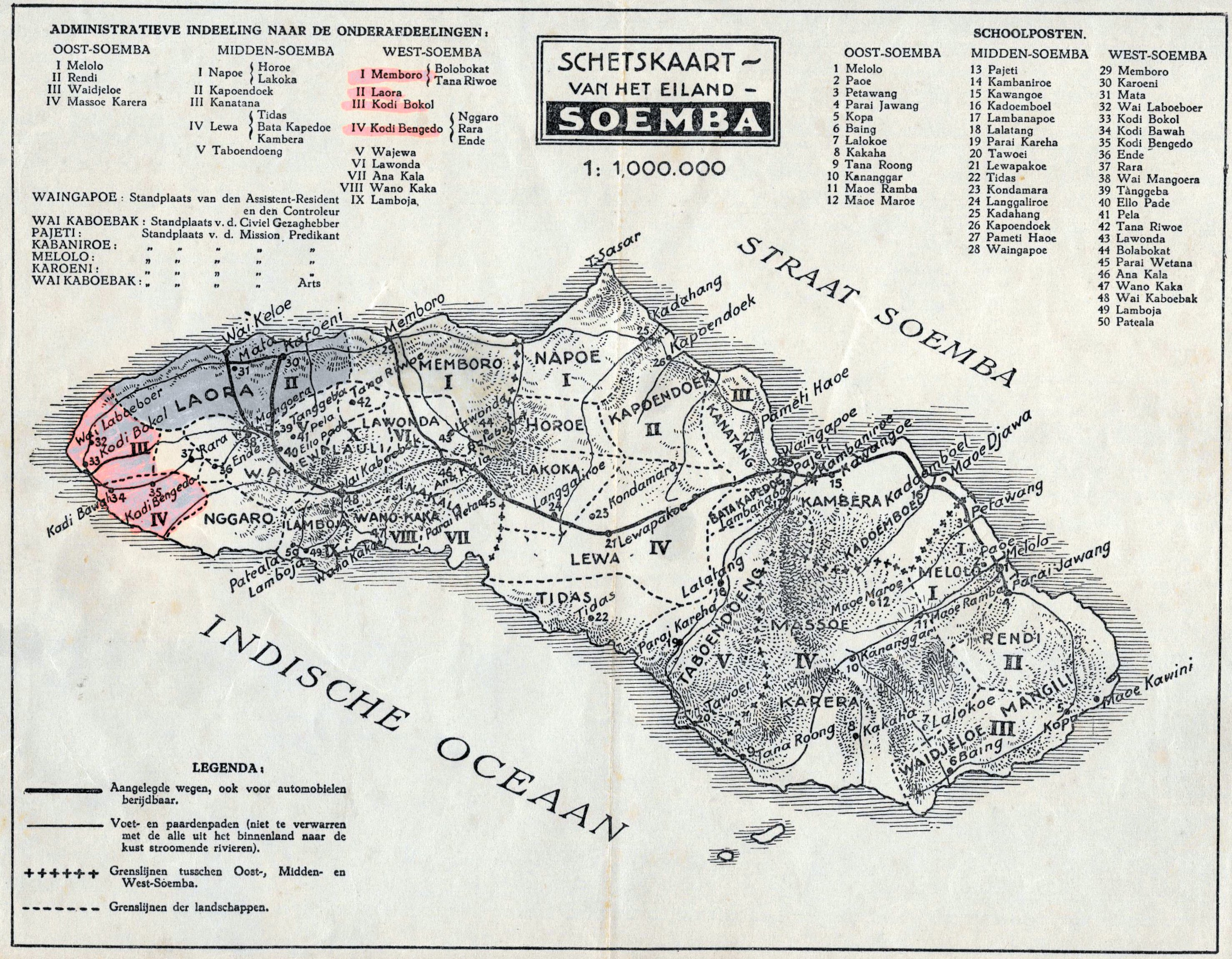
Schetskaart (1925) van de bestuurlijke indeling met scholen en zendingsposten.
- Waingapu: standplaats van de Assistent-Resident en van de Controleur.
- Waikabubak: standplaats van de Civiel gezaghebber.
- Zendingsposten in Kabaniru, Payeti, Karuni en Melolo.
- Zendingsarts in Waikabubak.

## Gezondheidszorg

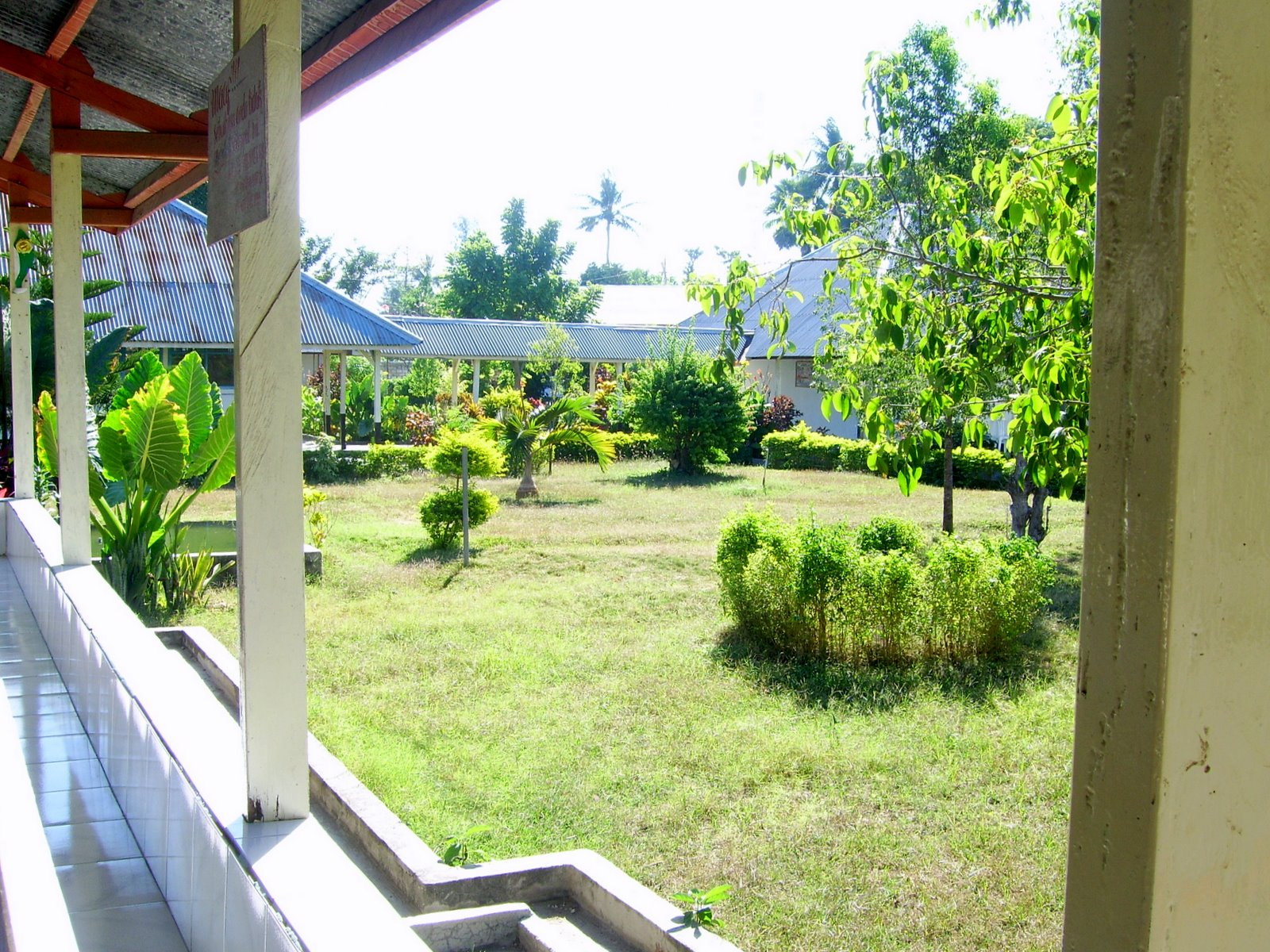
Ziekenhuis te Payeti anno 2007.

Via de gezondheidszorg kwam de zending meer en meer in contact met de bevolking en wist ze op den duur het vertrouwen van de bevolking te winnen. In het begin was men behulpzaam bij bevallingen. Er werd bijvoorbeeld een hutje gebouwd waar de vrouwen naartoe kwamen om onder betere omstandigheden te kunnen bevallen. Langzamerhand werd de gezondheidszorg verder uitgebreid.
Wat begon als een kleine polikliniek in Payeti groeide uit tot een klein ziekenhuis. In 1918 waren er gemiddeld 42 patiënten opgenomen, in 1924 al 82. De polikliniek behandelde in dat laatste jaar 15.683 patiënten. Ook in Oost- en West-Sumba waren poliklinieken in de omgeving van de zendelingen-standplaats. Zo behandelde het ziekenhuis "Lende Moripa" in Waikabubak in 1955 gemiddeld 202 patiënten per dag en waren er gemiddeld 158 patiënten per dag opgenomen.

## Onderwijs

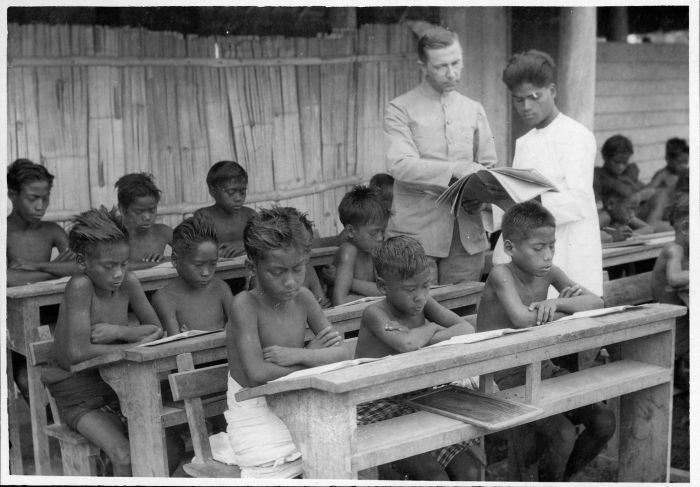
Schoolopziener F. van Dijk inspecteert een kampongschool

Het geven van onderwijs (in het Maleis) was een belangrijke ingang voor de zending om met de bevolking in contact te komen. In 1913 werd de Soemba-regeling van kracht (Staatsblad 1913 No. 309). Daarbij werd het onderwijs op Sumba opgedragen aan de zending. In de loop der jaren werd dit de zending weer meer en meer ontnomen en deed het openbare onderwijs zijn intrede. Ook was er onderwijs dat georganiseerd was door de Roomse kerk. De Gereformeerde zending had rond 1927 12 schoolposten op Oost-Sumba, 16 op Midden-Sumba en 22 op West-Sumba.

### Volksschool
Er was een basisschool van drie jaren. De zending beijverde zich voor een vierde leerjaar, maar dit werd niet toegestaan. Het onderwijs was gericht op lezen en schrijven in het Maleis dat ook de voertaal was. Door de inspanningen van Dr. Onvlee werd later ook Sumbanees op school als voertaal gebruikelijk. Het Sumbanese leesboek deed zijn intrede. Het volksonderwijs groeide. In 1924 waren er 50 scholen met in totaal 2800 leerlingen. In 1933 waren dit resp. 70 scholen en 5200 leerlingen.

### Standaardschool
In 1914 werd er in Payeti en in 1920 in Karuni een zgn. standaardschool gesticht. Het was eigenlijk een kopschool op de volksschooltjes die er al waren. Ze was bestemd om uitgebreider onderwijs te geven aan kinderen met een goede aanleg, waarvan men verwachtte dat zij later in dienst zouden kunnen treden van de zending of het bestuur. De leerlingen waren intern in een door een Europese zendingsmedewerker beheerd internaat.

### Internaat
In het begin namen de zendelingengezinnen vaak zonen van belangrijke dorpsoudsten op in hun gezin. Later werden er voor zowel jongens als meisjes internaten opgericht. Zo leidde mevrouw Gretha Zigterman, voorheen verpleegster op Java vanaf 1920 het meisjesinternaat in Tenggoö. De meisjes werden onderwezen in lezen en schrijven en allerlei praktische vaardigheden als kleding maken en weven. Verder richtte de opvoeding zich op hun toekomstige taak als huisvrouw en moeder. Ze leerden over hygiëne, koken en wassen.

## Taal
Om belangstelling te wekken voor een nieuwe, geheel cultuurvreemde ideologie is het belangrijk dat dit in de volkstaal gebeurt. Op Sumba worden zeer verschillende talen en dialecten gesproken. Deze talen behoren tot de Bima-Sumbatalen.

### L. Onvlee
In 1914 werd Lou Onvlee door het Nederlands Bijbelgenootschap benoemd om als Bijbelvertaler naar Sumba te gaan. Onvlee was toen nog student in de theologie aan de VU. In 1915 deed hij zijn kandidaatsexamen en ging Oosterse Talen studeren aan de Universiteit Leiden. In 1925 promoveerde hij op een proefschrift over het Sumbanees. In 1926 kwam hij aan op Sumba en vestigde zich in Waikabubak.

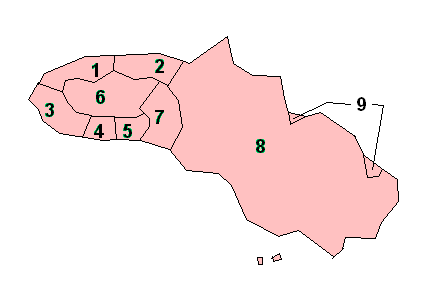

Taalgebieden van Sumba: 1 Laura, 2 Mamboru, 3 Kodisch, 4 Wanukaka, 5 Lambojaas, 6 Wadjewaas, 7 Anakalangu, 8 Kamberaas, 9 Savunees
Na grondig onderzoek kwam Onvlee tot de conclusie dat de oorspronkelijke bewoners van Sumba globaal ingedeeld kunnen worden in twee taalgroepen:
- het Kamberaas (8) voor Midden- en Oost-Sumba en
- het Wajewaas (6) voor West-Sumba.

Het Wajewaas is enigszins verwant aan het: Laura (1), Mamboru (2), Wanukaka (4), Lambojaas (5) en het Anakalangu (7).
De bewoners van Kodi (3) in het uiterste westen waren bij geen van beide taalgroepen onder te brengen evenals de Savunezen (9). Voor deze beide groepen zou Maleis voor de zending de aangewezen taal blijven.
- Al deze talen behoren tot de Bima-Sumbatalen.

Onvlee begon met het schrijven van schoolboekjes en een Bijbels leesboek. In 1937 begon hij met de vertaling van het Evangelie volgens Lucas. Het Sumbanees kende geen woorden voor essentiële zaken uit het evangelie als: zonde en schuld, liefde en genade, vergeving en verzoening. Hiermee wordt duidelijk hoe ingewikkeld een goede Bijbelvertaling dan wordt. In 1941 werd het eerste bundeltje psalmen en gezangen in het Kamberaas gedrukt in Payeti.

## Zendelingen tot ongeveer 1930

### M. Teffer
De zending op Sumba vanuit Nederland ving aan rond 1872 toen ds. Teffer als zendeling uitgezonden werd door het Nederlandsch Zendeling Genootschap (NZG). Hij werkte op het eiland Savu (Sawu) van 1872 tot 1883. Toen hij er aan kwam waren er al 250 gedoopten, waaronder 3 van de 4 radja's van Savu. Teffer maakte 1877 een bezoekreis naar Sumba omdat zich daar twee christelijke Savunese bevolkingsgroepen gevestigd hadden aan de kust. Teffer plaatste er Ambonese gurus te Melolo en Kambaniru. Door ziekte kon hij pas in 1883 opnieuw een bezoek op Sumba afleggen. De NZG zag per 1 januari 1889 uiteindelijk vanaf er een zendeling te plaatsen en droeg de beide Savunese gemeenten op Sumba over aan de Zending der Christelijk Gereformeerde Kerk.

### Johan Jacob van Alphen
Geboren 1848/49, overleden op 27 maart 1927, onderwijzersopleiding, 1875/79 zendingsopleiding, Standplaats Melolo op Oost-Sumba van sept. 1881 tot sept. 1883, Waingapu van maart 1886 tot juni 1887 en Kambaniru van maart 1889 tot november 1893.
Op 20 januari 1881 vertrok ds. Van Alphen uit Nederland en kwam, na een reis van bijna acht maanden, op 9 juni 1881 aan op Sumba. Hij vestigde zich in september 1881 in de Savuneze nederzetting Melolo aan de kust op Oost-Sumba.

#### Verdeling van het zendingsgebied
Van Alphen ontmoette Teffer in 1881 en ze spraken af dat Teffer zich zou richten op de Savunezen aan de kust en dat hij zelf zich zou richten op de Sumbanezen. De zending onder de Sumbanezen in het binnenland verliep in het begin maar moeizaam. Van Alphen kreeg geen toestemming van de vorsten om in het binnenland te gaan wonen en het stichten van een schooltje mislukte. Daarna probeerde Van Alphen door het vrijkopen van een aantal slavenkinderen en het onderbrengen van hen in zijn huis om ze zodoende een christelijke opvoeding te geven een nieuwe ingang te verkrijgen. Het effect was echter averechts: hij werd beschuldigd van het bevorderen van de slavenhandel.
In 1883, na het overlijden van zijn vrouw Helena Pfaff enkele weken na de bevalling en het overlijden van de pasgeborene in 1882 vertrok Van Alphen voor enige jaren naar Java. Hij besloot daar over te stappen naar de Christelijk Gereformeerde Zending, omdat zijn oude werkgever door financiële problemen geen vast traktement meer kon garanderen. Op 1 april 1886 keerde hij terug op Sumba en vestigde zich met zijn tweede vrouw voorlopig onder de Savunezen in de havenplaats Kambaniru.
Eind 1893 werd Van Alphen "eervol" ontslagen en vertrok. Hij werd "ongeschikt" geacht voor het ambt. De ware redenen zijn niet openbaar gemaakt. Rond 1886 vestigde ook de missie van de rooms-katholieke Kerk zich in Loeara.

### Willem Pos
Geboren 1856/57, overleden april 1914, schoenmaker, 1882-1889 zendingsopleiding, Standplaats Melolo van 1890-1904
Op 14 augustus 1890 vestigde ds. Pos zich in Melolo op Sumba om Van Alphen te ondersteunen. Inmiddels had Van Alphen twee scholen opgericht (Kambaniru, 25 leerlingen, Waingapu 13 leerlingen). Ds. Pos had na enige tijd de school in Melolo onder zijn hoede (48 leerlingen). In 1892 telde de christelijke gemeente te Melolo 270 leden. Op 23 december 1895 wordt een nieuw kerkgebouwtje in gebruik genomen.
Ds. Pos bleef tot zijn vertrek in 1904 werken onder de Savunezen van Melolo. Hij onderhoudt wel contacten met de Sumbanezen, maar die waren van de Evangelieprediking niet gediend. Ook voor een school waren ze niet toegankelijk, maar geneesmiddelen namen ze graag aan. Met eenvoudige wondbehandeling weet Pos hun vertrouwen te winnen. In 1898 opent hij een eenvoudig ziekenhuisje in een Sumbanees dorp in de buurt van Melolo. De vrouw van Pos heeft een naaischooltje voor Savunese meisjes. In 1903 telt de gemeente te Melolo 353 leden, waarvan er slechts 39 toegang tot het Avondmaal hadden. Oorzaak daarvan was vaak dat men "onchristelijk" samen woonde zonder officieel getrouwd te zijn. Pos vertrekt uiteindelijk in 1904 van Sumba in slechte gezondheid en aangeslagen door het overlijden van zijn vrouw bij de geboorte van hun kind.

### Cornelis de Bruyn YZn.
Geboren 10 juni 1859 te Hazerswoude, overleden 20 september 1932, werkzaam in manufacturenzaak, 1882-1892 zendingsopleiding, aankomst op Sumba 7 november 1892, zendeling te Melolo van 1892 tot 1894 en Kambaniru van 1894 tot 1903, missionair predikant te Kambaniru van 1905 tot 1927
Door de drukke werkzaamheden werd het nodig de gelederen te versterken en zo trad ds. de Bruyn aan in 1892. De Bruyn begon in Melolo en het was de bedoeling dat hij zich van daaruit zou gaan vestigen tussen de Sumbanezen in het binnenland. Zover kwam het echter niet. Door het ontslag van Van Alphen werd hij in 1893 geplaatst bij de Savunezen in Kambaniru. Bijzonder hartelijk is de ontvangst niet. De toestand van de gemeente is er veel treuriger dan in Melolo. De oorzaak is de nabijheid van de havenplaats Waingapu, niet ten onrechte 'het vuilnisvat" van Sumba genoemd. De Savunezen van Kambaniru zijn overgegeven aan allerlei tuchteloosheid en bandeloosheid. Er kwamen bijna geen mensen in de kerk. Ook het schooltje leidt een kwijnend bestaan. Moord en roof zijn er aan de orde van de dag en niemand durft alleen op pad te gaan. Met veel inspanningen weet De Bruyn de gemeente weer op te bouwen. In 1898 telt de gemeente 280 leden waarvan er 101 belijdend lid zijn. Ook De Bruyn blijft, net als Pos, uitsluitend werkzaam onder de Savunese bevolkingsgroep op Sumba. Pas na 1904 begint een nieuw tijdperk voor de zending op Sumba. Een aantal plaatselijke kerken uit Drenthe en Groningen besluit om een derde zendeling uit te zenden naar de Sumbanezen in het binnenland van Sumba.

### Douwe Klaas Wielenga
Geboren 11 januari 1880 te Nieuwendijk, overleden 16 december 1942, missionair predikant te Kambaniru van 1904 tot 1907 en te Payeti in Midden-Sumba van 1907 tot 1921
Ds. Wielenga had, na een voorbereidende studie medicijnen, in Nederland onder leiding van prof. Jonker de Sumbanese taal bestudeert. Op 1 maart 1904 wordt hij uitgezonden door de Kerk van Hoogeveen met als opdracht de zending onder de Sumbanezen ter hand te nemen. Hij komt midden juli aan in de havenplaats Waingapu. Hij reist onmiddellijk door naar Melolo, omdat ds. Pos en zijn vrouw ernstig ziek zijn. De vrouw van ds. Pos overlijdt binnen 14 dagen. In september 1904 vestigde hij zich in Kambaniru en opende daar ook een kleine polikliniek voor de Sumbanezen. In april 1905 gaan het zendingshuis en de kerk in vlammen op door brandstichting. In 1907 werd de eerste Sumbanese zendingspost geopend in Payeti. Ook werd een kleine school opgericht. Op zijn reizen kwam Wielenga in 1908 in West-Sumba en daar werd in Memboro een schooltje gebouwd. Het was slechts 80 kilometer van Payeti maar de reis te paard nam vier dagen in beslag. Wielenga heeft na terugkeer in Nederland verschillende boeken geschreven over de zendingsarbeid. Het boek 'De zending op Sumba' uit 1924 is in 2022 vertaalt in het Indonesisch. Vierhonderd exemplaren zijn verspreid op Sumba zodat predikanten, studenten en anderen over het ontstaan van de Gereja Kristen Sumba kunnen lezen.

### J.F. Colenbrander
Geboren 26 april 1877, overleden 11 maart 1964, missionair predikant van Oost-Sumba met als standplaats Melolo.
In 1908 werd ds. Colenbrander, predikant te Vijfhuizen door de kerk van Appingedam uitgezonden om Oost-Sumba open te leggen voor de zending. Hij nam de opengevallen plaats van ds. Pos in Melolo in. Het lukte hem tussen 1910 en 1913 scholen te openen in Lai Handang (op een uur afstand van de kust gelegen), Waijelu (1912), Kananggar, Baing (landschap Mangili) en Rendeh (allen in 1913). Via de schoolarbeid kwam hij in verder contact met de Sumbanezen zodat hij hen over het evangelie kon vertellen. Ook kreeg hij via het Bestuur enige zonen van de voornaamste radja's in huis, vergezeld van een paar slaven. Op medisch gebied begon hij een hulppost onder de zijgalerij van zijn huis, waar al snel een 15tal patiënten per dag kwamen. Daarna werd er vanuit het gezag een ziekenhuisje gebouwd in Melolo, waarvan Colenbrander de leiding kreeg.

### Lodewijk P. Krijger
Geboren 30 mei 1884, overleden 2 november 1977, predikant van 1910 tot 1911, zendingsopleiding 1912, missionair predikant voor West-Sumba met standplaats Karuni van 1912 tot 1922. Leider van opleidingsschool van 1922 tot 1934.
Inmiddels werd het door de "propaganda" van de Islamitische kustbewoners en het "gevaar" van de Roomse missie steeds belangrijker om versterking voor West-Sumba aan te trekken. Dat werd ds. Krijger uit Oldemarkt. Hij vestigde zicht in 1910 eerst in Laura en daarna in Karuni. Hij vertrok weer in 1922 om docent te worden. Hij vestigde zich in 1924 opnieuw in Karuni, maar nu als hoofd van de opleiding voor "Helpers bij de dienst des Woords". Op 14 september 1934 vertrok hij van Sumba.

### Wiebe van Dijk

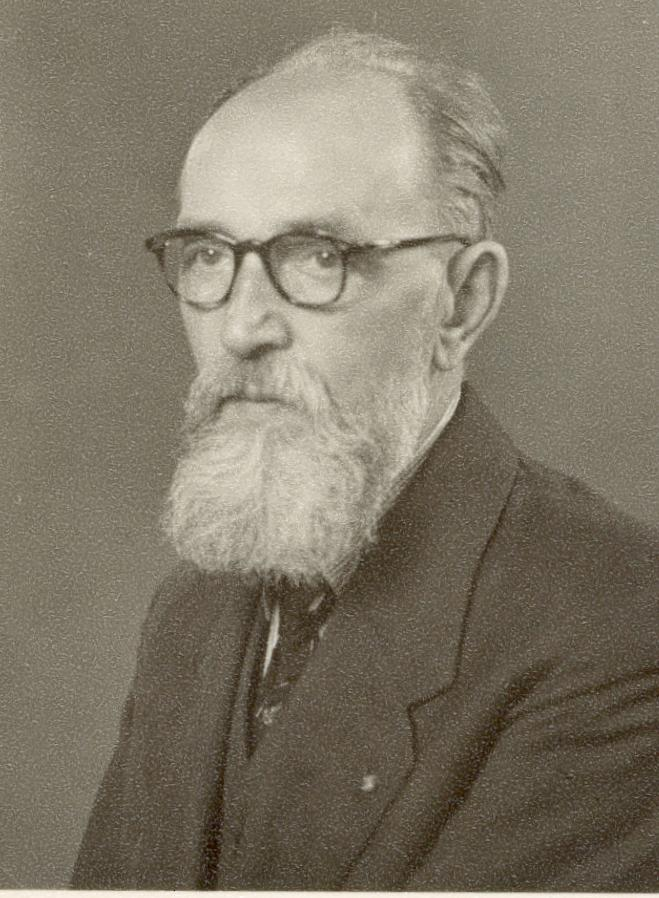
Ds. W. van Dijk

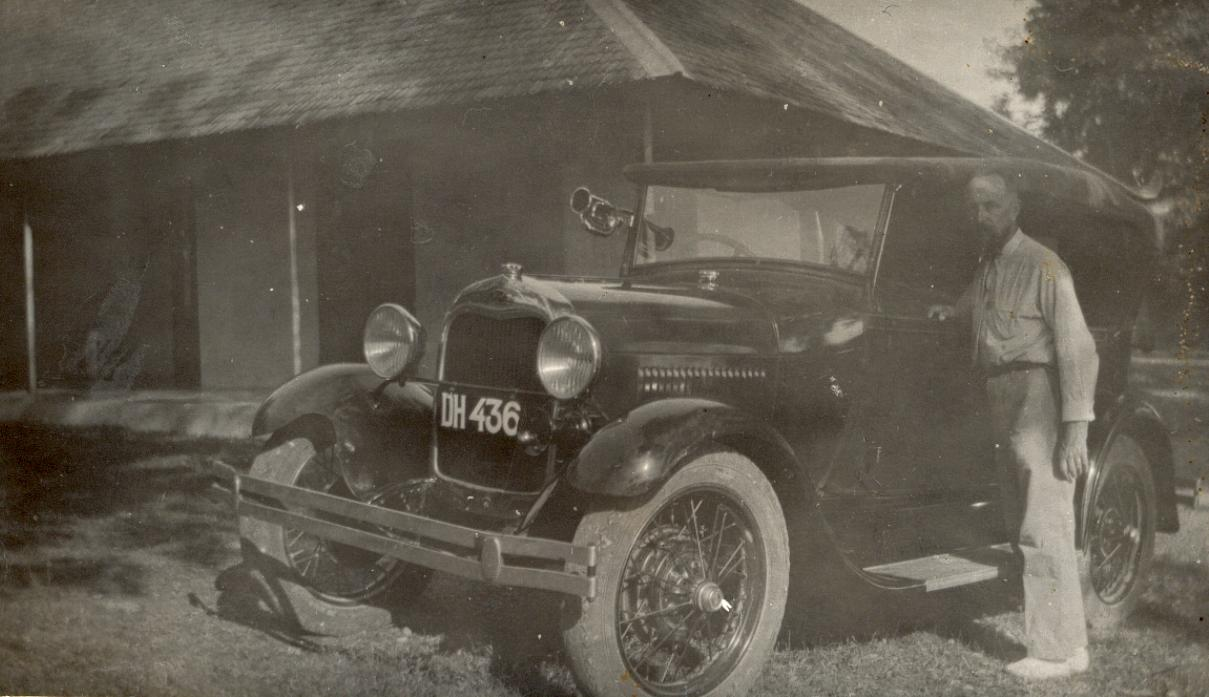
Van Dijk bij zijn Ford. Rond 1930 was er een voor auto's bruikbare weg van Melolo (Oost-Sumba), via Waingapu en Waikabubak naar Memboro en naar Karuni op West-Sumba.

Geboren 8 december 1889 te Blija, overleden 1 oktober 1978 te Ermelo, predikant, zendingsopleiding 1922, missionair predikant te Karuni van 1923 tot 1946
Vanaf 1923 was Karuni op West-Sumba de standplaats van de opvolger van ds. Krijger, de missionair predikant ds. Wiebe van Dijk. Hij werd benoemd door de kerk van Nijverdal. Er werden in Karuni een kerk, een ziekenhuis, een school en een internaat gebouwd. Ds. Van Dijk kreeg zeven kinderen, van wie er twee al jong overleden, want het leven in de tropen was zwaar.
In 1937 stelde ds. Van Dijk een verslag op, waarin hij de vraag stelde of men op de goede weg was om christelijke Sumbanezen die een tweede vrouw hadden, uit te sluiten van de sacramenten. Zijns inziens had polygamie een belangrijke sociale functie, omdat zij verband bracht in de Sumbanese samenleving.
Ds. Van Dijk en zijn vrouw en de jongste zoon overleefden tijdens de Tweede Wereldoorlog gescheiden van elkaar het jappenkamp. De andere vier kinderen waren voor hun verdere scholing in Nederland; Kuno van Dijk werd later hoogleraar psychiatrie in Nederland, terwijl S.S. van Dijk (Eri) in de voetsporen van zijn vader trad. Hij werd eerst predikant in Nieuw-Guinea en later zendeling in Argentinië. In 1970 bezocht hij in als lid van het moderamen van Deputaten de Gereformeerde Kerken op Sumba (GKS).

## Zendelingen van 1931 tot 1972

### Zendelingen op Oost-Sumba

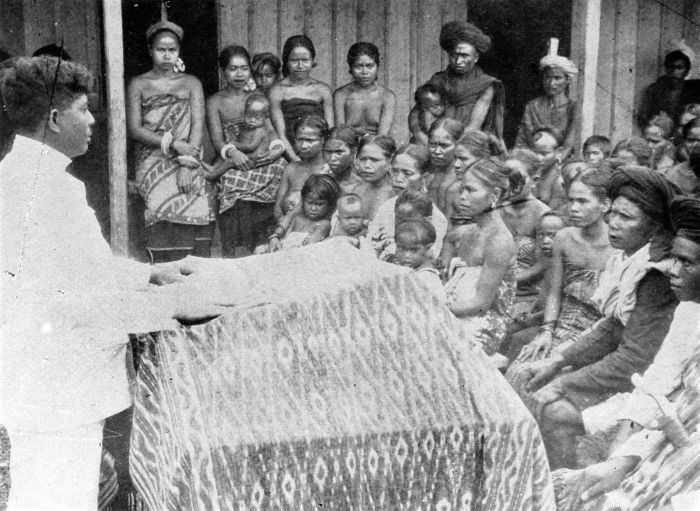
Evangelieprediking door een Sumbanese leraar in een lokale kerk (voor 1943)

- Stephanus Johannes Paulus Goossens (geb. 27 januari 1902 te Amersfoort - overleden 28 april 1983 te Harderwijk), verbleef van 2 juli 1931 tot 9 januari 1939 op Sumba. De missionair predikant ds. Goossens trof in 1931 alleen in Melolo een geïnstitueerde gemeente aan. Vanaf het begin van zijn werk was hij teleurgesteld in het niveau, de kennis en de levenswijze van de medewerkers maar ook van de gemeenteleden. Ds. Goossens had een andere mening dan de gevestigde zending en dit leidde uiteindelijk tot een grote controverse. Het eerste conflict ontstond door zijn verschil van mening met de Vergadering van Zendingsarbeiders over de benoeming van Umbu Kabulu Katu tot leraar aan de standaardschool in Karuni. Umbu Katu was door de zending voorbestemd om goeroe indjil (inlandse leraar) te worden op West-Sumba. Daarom was hij op kosten van de zending naar Makassar gestuurd om daar de kweekschool te bezoeken. Toen hij terugkwam op Oost-Sumba verhinderde Goossens dat Katu zijn post te Karuni in kon nemen omdat hij van mening was dat Katu er een te onchristelijke levenshouding opna hield. Katu ging niet naar de kerk en kwam niet ter catechisatie. Ook huwelijkte Katu volgens de regels van de adat zijn 5 jaar oude nichtje uit wat Goossens zeer tegen de borst stuitte omdat hij het zag als onchristelijke mensenhandel. Het conflict liep verder uit de hand omdat Goossens hangende een uitspraak door de classis in Nederland voorlopig niet meer wilde vergaderen met de andere zendingsarbeiders. Goossens werd op 1 juni 1938 geschorst en uiteindelijk op 23 maart 1939 door de classis Appingedam, op advies van Sumba-deputaten, uit zijn ambt ontzet. Enkele maanden later publiceerde Goossens zijn verweerschrift: "Openbare scheurmaking op Soemba, een aanklacht en een verweer".
- Petrus Gerardus van Berge (geb. 7 maart 1914) was missionair predikant te Melolo en Payeti van 1946 tot 1952 en van 1954 tot 1957.
- Hendrik Windig (geb. 28 december 1915) was van 5 november 1949 tot 17 juli 1954 missionaris-predikant te Melolo.
- Hendrik Olde (geb. 6 mei 1932) was van 1965 tot 1972 missionaris te Melolo en Payeti.

### Zendelingen op Midden-Sumba (allen te Payeti)
- Pieter Lambooij (geb. 31 oktober 1896, overleden 1 oktober 1983) was van 1924 tot 1940 en van 1946 tot 1948 missionair predikant op Midden-Sumba en in 1950 docent aan de opleidingsschool te Karuni[2]
- P.G. van Berge (1950-1957)
- Meindert van der Werff (geb. 23 augustus 1920) was van 1955 tot 1963 op Sumba met als standplaatsen Bondokodi en Payeti.
- Heinrich Baarlink (geb. 2 mei 1927 te Nordhorn) was van 1960 tot 1967 missionaris predikant
- Hendrik Olde (geb. 6 mei 1932) was van 1965 tot 1972 op Sumba met als standplaatsen Melolo en Payeti.
- Pieter Jan Rozendal (geb. 3 maart 1940 te Visvliet) was van 1972 tot 1980 missionaris te Payeti
- J.G. Luinstra was van 1981-1988 toerustingspredikant voor geheel Sumba

### Zendelingen op West-Sumba
- Pieter Johan Luijendijk (geb. 26 juli 1907) was van 1932-1946 en van 1948-1951 missionair predikant met als standplaats Anakalang. Van 1951 tot 1959 was hij leider van de TOS. In 1964/65 verving hij ds. Baarlink in Payeti. Van 1966-1969 was hij opnieuw docent aan de TOS.
- Hendrikus van den Brink (geb. 4 mei 1904, overleden 26 juli 1982) was van 1946 tot 1948 missionair predikant te Bondokodi,
- Feodoor Nicolaas Maximiliaan van Abkoude (geb. 22 juni 1895 te Yogyakarta) was van 1948 tot 1954 missionair predikant te Kodi en Waikabubak,
- Klaas Blom was van 1950 tot 1955 missionair predikant eerst te Waimangura en later te Waikabubak alwaar hij overleed op 14 september 1955,
- Meindert van der Werff (geb. 23 augustus 1920) was van 1954 tot 1963 missionair predikant te Bondoki en Payeti,
- Hendericus Jacob van Oostrum (geb. 7 september te Cimahi) was van 1956 tot 1970 missionair predikant te Waikabubak,
- Heinrich Alsmeier (geb. 4 augustus 1931 te Bentheim) was van 27 november 1962 1963 missionair predikant te Waikabubak,
- Hommo Reenders (geb. 29 december 1935 te Ooltgensplaat) was van 1968 tot 1968 missionair predikant te Waikabubak. Werkte daarna nog 6 jaar in Kupang,
- Jan van den Brink (geb. 3 augustus 1939) was van 1969 tot 1972 missionair predikant te Waikabubak

## Situatie 1960-2022
- Het christendom heeft door de meer dan 150 jaar durende inspanningen van zending en missie vaste voet gekregen op Sumba. Een groot gedeelte van de bevolking hangt het christendom aan. In 1961 telde de Geredja Kristen Sumba ruim 45.000 leden en de Geredja Katolik Sumba 23.000. In 1987 waren er 53 dominee's op Sumba, allen geboren Sumbanees. In 2023 zijn er ruim 200 lokale kerkgemeenten binnen de Gereja Kristen Sumba.
- Volgens de PKN woonden er in 2013 ongeveer 650.000 mensen op Sumba waarvan er ongeveer 426.000 lid waren van een christelijke kerk.[3]
- Het centrum van het kleine kerkgenootschap "De Vrije Kerken van Oost-Sumba" bevindt zich in het dorp Parai Puluha-mu (plaats van de goede boodschap). In het dorp bevinden zich een basisschool, een schoolinternaat (voor schoolkinderen uit verafgelegen gemeenten), een tuinbouwcentrum en een opleiding voor predikanten en evangelisten, de Sckolah Guru-Injil (SGI). Men onderhoudt al vele jaren een band met de Nederlands Gereformeerde Kerken via de in 1967 opgerichte vereniging Steun Oost-Soemba (S.O.S.) die de opleiding ondersteunt met de aanschaf van theologische boeken en geld om een Nederlandse predikant in staat te stellen les te geven aan de SGI. Ds. P.P. Goossens heeft tot aan zijn overlijden op 9 maart 2002 dit docentschap jarenlang ingevuld. Sindsdien nemen Sumbanese predikanten deze functie waar.
- De kerken van Sumba en West-Timor hebben op 4 september 1985 de Christelijke Universiteit Universitas Kristen Artha Wacana (UKAW) in Kupang opgericht. Hier worden studenten aan de theologische faculteit opgeleid om als predikant te gaan werken in de Timorese en de Sumbanese kerken. In 2005 is de Theologische Hogeschool te Lewa op Sumba voor de opleiding van predikanten en godsdienstleraren voor de Gereja Kristen Sumba opgericht. Inmiddels is het een erkende Theologische Universiteit met ongeveer 400 studenten. [4]

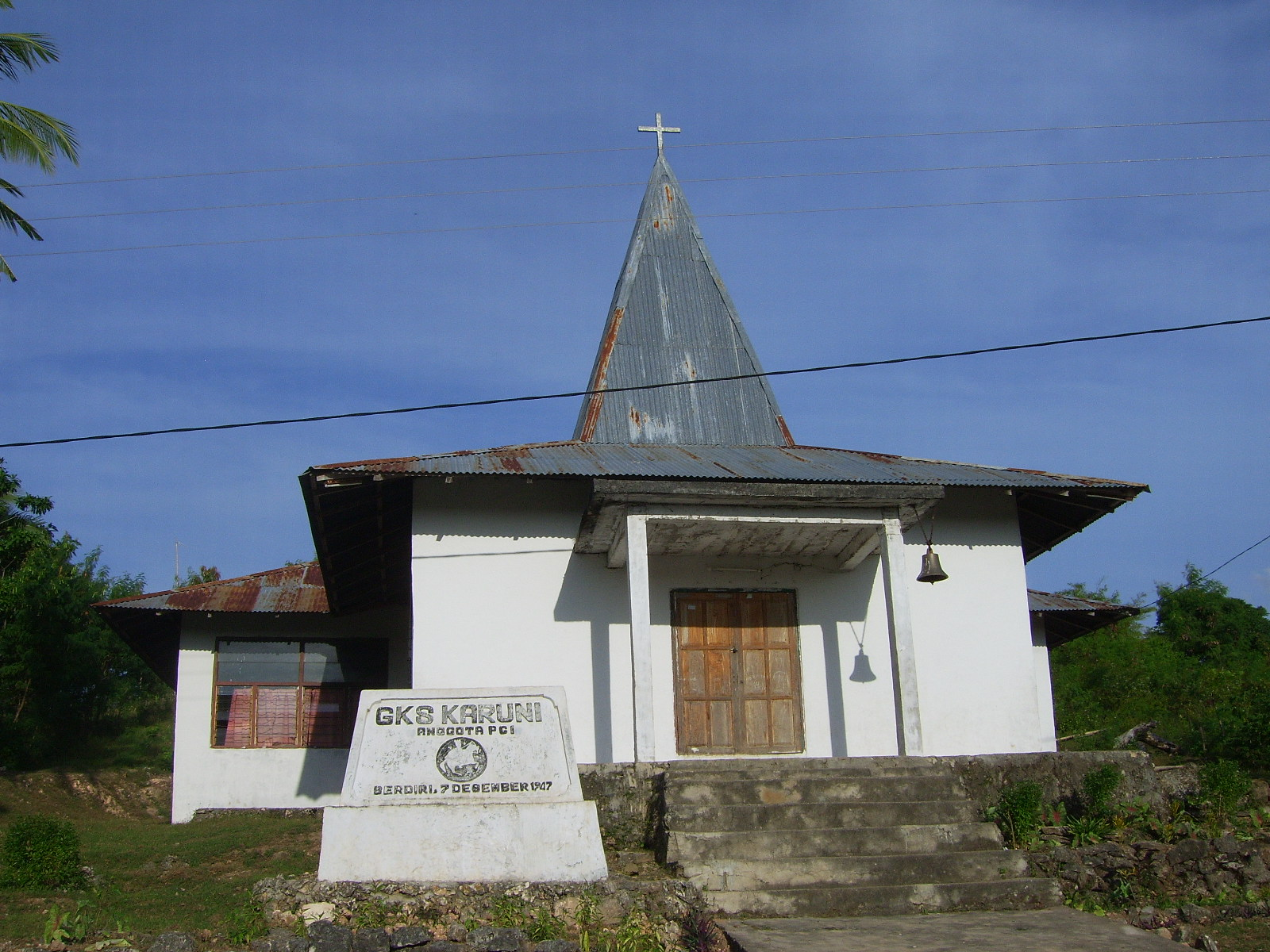
Kerkje van de GKS in Karuni op West-Sumba 2007.
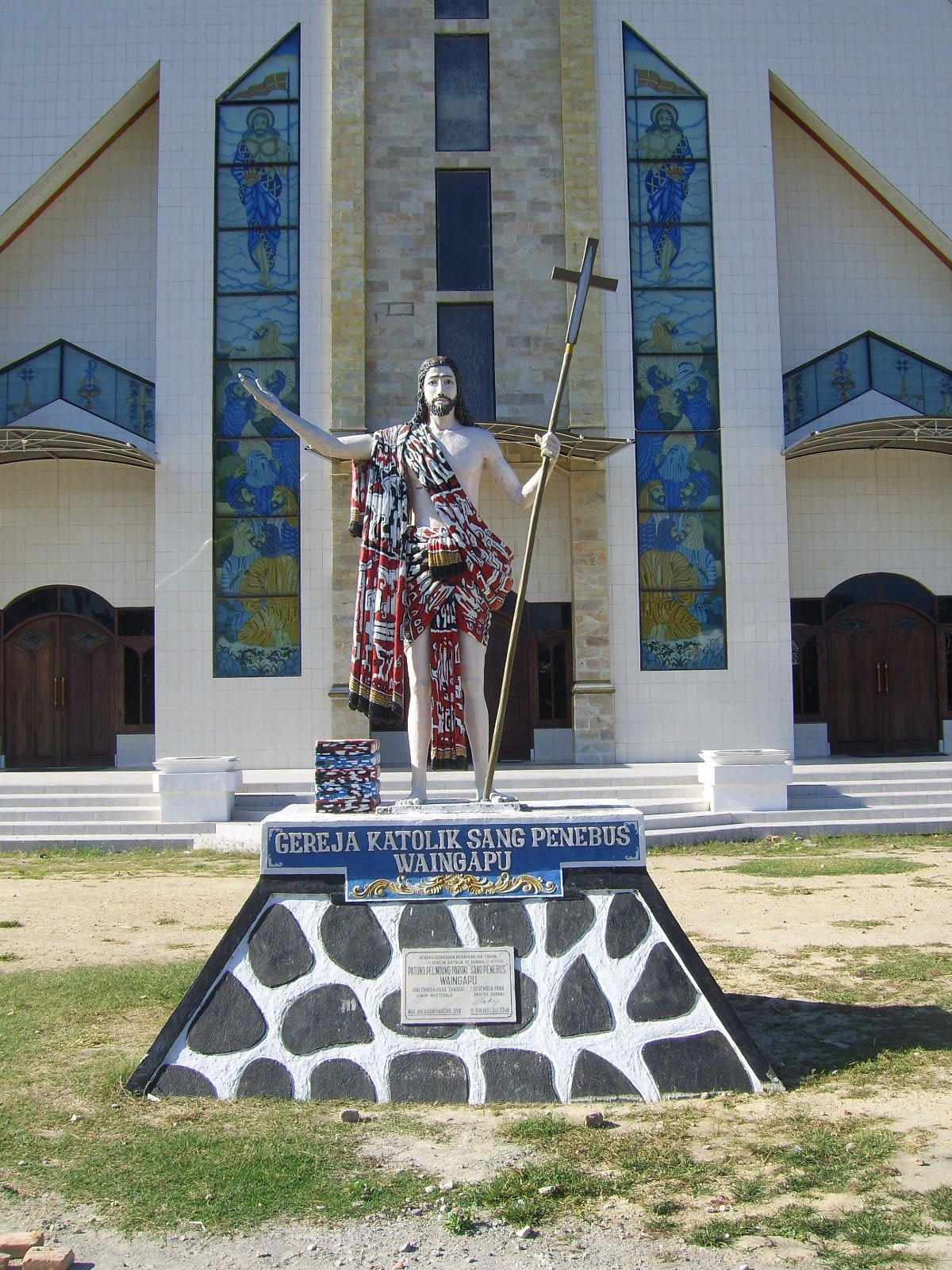
Katholieke kerk in Waingapu op Oost-Sumba 2007.
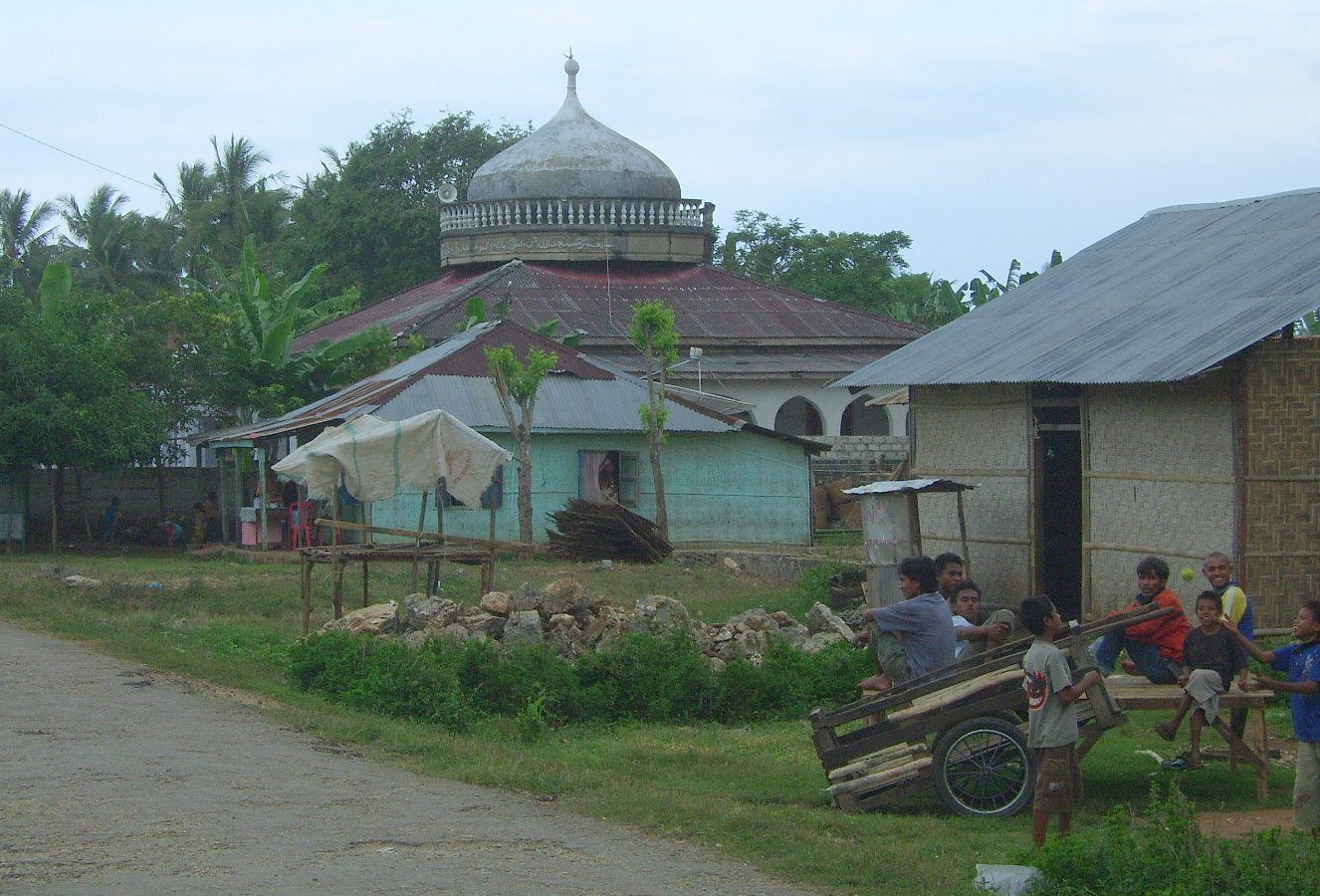
Moskee op Sumba 2007.